# Держави — спонсори тероризму

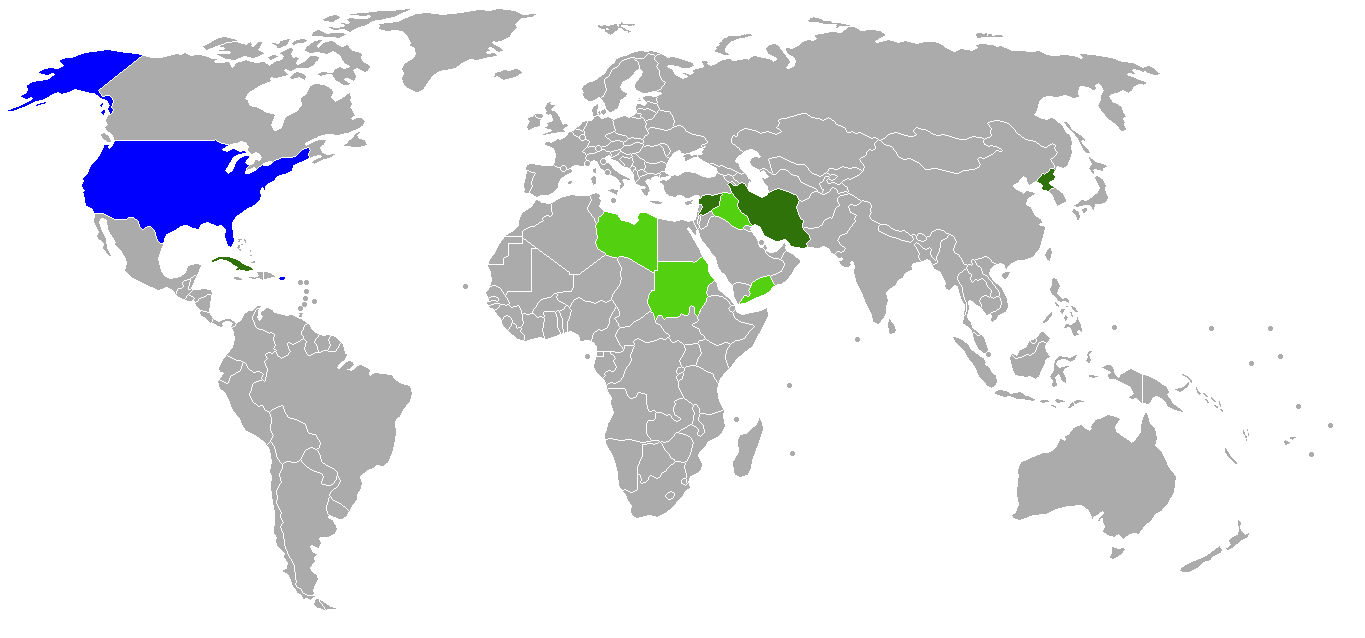
На карті світу відзначені темно-зеленим кольором держави, що наразі включені в список спонсорів тероризму, а світло-зеленим — держави, які були вилучені зі списку Державного департаменту США. США відзначені синім кольором.

Держави — спонсори тероризму (англ. State Sponsors of Terrorism) — список держав, які, відповідно до офіційної позиції державного департаменту США, надають підтримку актам міжнародного тероризму.

## Санкції
Включення в список спричиняє жорсткі економічні й політичні санкції з боку США.
Список санкцій, які накладають США на країни, що включені в список:
1. Заборона на постачання зброї (експорт і продаж).
2. Контроль за експортом товарів подвійного призначення.
3. Заборони на економічну допомогу.
4. Накладення різних фінансових і інших обмежень.

## Країни, що перебувають або перебували у списку
Складання списку почалося 29 грудня 1979 року. У нього були включені Лівія, Ірак, Південний Ємен і Сирія. Станом на квітень 2023 року в списку перебувають КНДР, Іран, Куба і Сирія.

### Список країн
- Сирія внесена 29 грудня 1979 року
- Ірак внесений 29 грудня 1979 року, виключений 25 вересня 2004 року
- Лівія внесена 29 грудня 1979 року, виключена 15 травня 2006 року
- Південний Ємен внесений 29 грудня 1979 року, виключений 1990 року після об'єднання з Єменом
- Куба внесена 1 березня 1982 року, виключена 28 травня 2015 року, знову внесена 12 січня 2021
- Іран внесений 19 січня 1984 року[3][4]
- КНДР внесена у 1988 році, виключена 11 жовтня 2008 року, 20 листопада 2017 року повторно внесена до списку[5]

### Куба
Куба опинилася у списку країн-спонсорів тероризму у 1982 році.
У грудні 2014 року, після відновлення дипломатичних відносин з Кубою, президент США Барак Обама доручив Державному секретарю почати перегляд призначення Куби як держави-спонсора тероризму, і представити доповідь з цього приводу протягом шести місяців. У квітні, за підсумками проведеної роботи, держсекретар рекомендував президенту виключити Кубу із списку спонсорів тероризму. У звіті зазначено, що впродовж 6 місяців Куба ніяким чином не підтримувала тероризм, а також надала гарантії, що не буде це робити в майбутньому. 14 квітня 2015 року Барак Обама запропонував видалити Кубу із списку країн-спонсорів тероризму. Його лист з пропозицією був направлений в Конгрес, де його повинні затвердити або відкинути протягом 45 днів. Після затвердження Конгресом, Куба була офіційно виключена зі списку спонсорів тероризму 28 травня 2015 року.
Кубу було знову внесено в список 12 січня 2021. Це сталось за 8 днів до закінчення президентського терміну Дональда Трампа (він закінчився 20 січня). 15 січня 2025 року, за 5 днів до закінчення свого терміну адміністрація Джо Байдена виключила Кубу зі списку в обмін на звільнення 553 ув'язнених на Кубі, що було виконано владою острова. Після повернення на посаду 20 січня 2025 року президент Дональд Трамп скасував указ свого попередника, таки чином Куба повернулася в цей список з відповідними обмеженнями.

## Російська Федерація
23 квітня 2014 року, після анексії Криму Росією та початку війни на сході України, на вебсайті Білого Дому «We the people» була створена петиція до президента США Барака Обами про визнання Росії — державою спонсором тероризму. За відведений на збір електронних підписів час, петиція зібрала понад сто тисяч підписів з усього світу.
5 грудня 2014 року Білий Дім оприлюднив свою відповідь на петицію, Росія спонсором тероризму визнана не була.
19 квітня 2018 року сенатор-республіканець Корі Гарднер висунув вимоги до Державного департаменту США по внесенню до цього списку Росії у зв'язку з отруєнням Сергія Скрипаля. 12 червня 2018 року Україна звернулася до Міжнародного суду ООН із позовом про визнання Росії спонсором тероризму.
Після повномасштабного вторгнення Росії в Україну, 24 лютого 2022 держсекретар США Ентоні Блінкен заявив, що «Ми про це говоримо, юристи розглядають. На мою думку, сенаторе, безсумнівно, що росіяни тероризують український народ… Юристи працюють над тим, щоб законодавчі підстави для внесення до списку спонсорів тероризму були дотримані».
10 травня 2022 року у сенаті США зареєстрували резолюцію, що визнає Росію державою-спонсором тероризму.
11 серпня 2022 року посли (депутати) Сейму Латвії ухвалили заяву, у якій оголосили Росію державою-спонсором тероризму і назвали її дії в Україні «цілеспрямованим геноцидом проти українського народу».
13 жовтня 2022 року Парламентська асамблея Ради Європи визнала Росію державою-спонсором тероризму.[джерело?]
18 жовтня 2022 року Парламент Естонії визнав Росію державою-спонсором тероризму, назвав Росію «найбільшою загрозою миру як у Європі, так і в усьому світі».
23 листопада 2022 року Європарламент визнав Росію державою-спонсором тероризму — резолюцію підтримали 575 європарламентарів, 8 були проти, 24 утрималися.
16 лютого 2023 року Парламент Словаччини ухвалив резолюцію у якій засудили широкомасштабні напади Росії на цивільних осіб, цивільні об'єкти та ключову енергетичну структуру. Резолюція також називає нинішній російський режим терористичним, а Росію — державою-спонсором тероризму.

## Хронологія списку
| Шкала часу: перелік держав-спонсорів тероризму за версією Державного департаменту США | Шкала часу: перелік держав-спонсорів тероризму за версією Державного департаменту США | Шкала часу: перелік держав-спонсорів тероризму за версією Державного департаменту США | Шкала часу: перелік держав-спонсорів тероризму за версією Державного департаменту США | Шкала часу: перелік держав-спонсорів тероризму за версією Державного департаменту США | Шкала часу: перелік держав-спонсорів тероризму за версією Державного департаменту США | Шкала часу: перелік держав-спонсорів тероризму за версією Державного департаменту США | Шкала часу: перелік держав-спонсорів тероризму за версією Державного департаменту США | Шкала часу: перелік держав-спонсорів тероризму за версією Державного департаменту США | Шкала часу: перелік держав-спонсорів тероризму за версією Державного департаменту США | Шкала часу: перелік держав-спонсорів тероризму за версією Державного департаменту США | Шкала часу: перелік держав-спонсорів тероризму за версією Державного департаменту США | Шкала часу: перелік держав-спонсорів тероризму за версією Державного департаменту США | Шкала часу: перелік держав-спонсорів тероризму за версією Державного департаменту США | Шкала часу: перелік держав-спонсорів тероризму за версією Державного департаменту США | Шкала часу: перелік держав-спонсорів тероризму за версією Державного департаменту США | Шкала часу: перелік держав-спонсорів тероризму за версією Державного департаменту США | Шкала часу: перелік держав-спонсорів тероризму за версією Державного департаменту США | Шкала часу: перелік держав-спонсорів тероризму за версією Державного департаменту США | Шкала часу: перелік держав-спонсорів тероризму за версією Державного департаменту США | Шкала часу: перелік держав-спонсорів тероризму за версією Державного департаменту США | Шкала часу: перелік держав-спонсорів тероризму за версією Державного департаменту США | Шкала часу: перелік держав-спонсорів тероризму за версією Державного департаменту США | Шкала часу: перелік держав-спонсорів тероризму за версією Державного департаменту США | Шкала часу: перелік держав-спонсорів тероризму за версією Державного департаменту США | Шкала часу: перелік держав-спонсорів тероризму за версією Державного департаменту США | Шкала часу: перелік держав-спонсорів тероризму за версією Державного департаменту США | Шкала часу: перелік держав-спонсорів тероризму за версією Державного департаменту США | Шкала часу: перелік держав-спонсорів тероризму за версією Державного департаменту США | Шкала часу: перелік держав-спонсорів тероризму за версією Державного департаменту США | Шкала часу: перелік держав-спонсорів тероризму за версією Державного департаменту США | Шкала часу: перелік держав-спонсорів тероризму за версією Державного департаменту США | Шкала часу: перелік держав-спонсорів тероризму за версією Державного департаменту США | Шкала часу: перелік держав-спонсорів тероризму за версією Державного департаменту США | Шкала часу: перелік держав-спонсорів тероризму за версією Державного департаменту США | Шкала часу: перелік держав-спонсорів тероризму за версією Державного департаменту США | Шкала часу: перелік держав-спонсорів тероризму за версією Державного департаменту США | Шкала часу: перелік держав-спонсорів тероризму за версією Державного департаменту США | Шкала часу: перелік держав-спонсорів тероризму за версією Державного департаменту США | Шкала часу: перелік держав-спонсорів тероризму за версією Державного департаменту США | Шкала часу: перелік держав-спонсорів тероризму за версією Державного департаменту США | Шкала часу: перелік держав-спонсорів тероризму за версією Державного департаменту США | Шкала часу: перелік держав-спонсорів тероризму за версією Державного департаменту США | Шкала часу: перелік держав-спонсорів тероризму за версією Державного департаменту США | Шкала часу: перелік держав-спонсорів тероризму за версією Державного департаменту США |
| ------------------------------------------------------------------------------------- | ------------------------------------------------------------------------------------- | ------------------------------------------------------------------------------------- | ------------------------------------------------------------------------------------- | ------------------------------------------------------------------------------------- | ------------------------------------------------------------------------------------- | ------------------------------------------------------------------------------------- | ------------------------------------------------------------------------------------- | ------------------------------------------------------------------------------------- | ------------------------------------------------------------------------------------- | ------------------------------------------------------------------------------------- | ------------------------------------------------------------------------------------- | ------------------------------------------------------------------------------------- | ------------------------------------------------------------------------------------- | ------------------------------------------------------------------------------------- | ------------------------------------------------------------------------------------- | ------------------------------------------------------------------------------------- | ------------------------------------------------------------------------------------- | ------------------------------------------------------------------------------------- | ------------------------------------------------------------------------------------- | ------------------------------------------------------------------------------------- | ------------------------------------------------------------------------------------- | ------------------------------------------------------------------------------------- | ------------------------------------------------------------------------------------- | ------------------------------------------------------------------------------------- | ------------------------------------------------------------------------------------- | ------------------------------------------------------------------------------------- | ------------------------------------------------------------------------------------- | ------------------------------------------------------------------------------------- | ------------------------------------------------------------------------------------- | ------------------------------------------------------------------------------------- | ------------------------------------------------------------------------------------- | ------------------------------------------------------------------------------------- | ------------------------------------------------------------------------------------- | ------------------------------------------------------------------------------------- | ------------------------------------------------------------------------------------- | ------------------------------------------------------------------------------------- | ------------------------------------------------------------------------------------- | ------------------------------------------------------------------------------------- | ------------------------------------------------------------------------------------- | ------------------------------------------------------------------------------------- | ------------------------------------------------------------------------------------- | ------------------------------------------------------------------------------------- | ------------------------------------------------------------------------------------- | ------------------------------------------------------------------------------------- |
| 1979                                                                                  | 1980ті                                                                                | 1980ті                                                                                | 1980ті                                                                                | 1980ті                                                                                | 1980ті                                                                                | 1980ті                                                                                | 1980ті                                                                                | 1980ті                                                                                | 1980ті                                                                                | 1980ті                                                                                | 1990ті                                                                                | 1990ті                                                                                | 1990ті                                                                                | 1990ті                                                                                | 1990ті                                                                                | 1990ті                                                                                | 1990ті                                                                                | 1990ті                                                                                | 1990ті                                                                                | 1990ті                                                                                | 2000ві                                                                                | 2000ві                                                                                | 2000ві                                                                                | 2000ві                                                                                | 2000ві                                                                                | 2000ві                                                                                | 2000ві                                                                                | 2000ві                                                                                | 2000ві                                                                                | 2000ві                                                                                | 2010ті                                                                                | 2010ті                                                                                | 2010ті                                                                                | 2010ті                                                                                | 2010ті                                                                                | 2010ті                                                                                | 2010ті                                                                                | 2010ті                                                                                | 2010ті                                                                                | 2010ті                                                                                | 2020ті                                                                                | 2020ті                                                                                | 2020ті                                                                                | 2020ті                                                                                |
| 1979                                                                                  | 0                                                                                     | 1                                                                                     | 2                                                                                     | 3                                                                                     | 4                                                                                     | 5                                                                                     | 6                                                                                     | 7                                                                                     | 8                                                                                     | 9                                                                                     | 0                                                                                     | 1                                                                                     | 2                                                                                     | 3                                                                                     | 4                                                                                     | 5                                                                                     | 6                                                                                     | 7                                                                                     | 8                                                                                     | 9                                                                                     | 0                                                                                     | 1                                                                                     | 2                                                                                     | 3                                                                                     | 4                                                                                     | 5                                                                                     | 6                                                                                     | 7                                                                                     | 8                                                                                     | 9                                                                                     | 0                                                                                     | 1                                                                                     | 2                                                                                     | 3                                                                                     | 4                                                                                     | 5                                                                                     | 6                                                                                     | 7                                                                                     | 8                                                                                     | 9                                                                                     | 0                                                                                     | 1                                                                                     | 2                                                                                     | 3                                                                                     |
| / Сирія                                                                               |                                                                                       |                                                                                       |                                                                                       |                                                                                       |                                                                                       |                                                                                       |                                                                                       |                                                                                       |                                                                                       |                                                                                       |                                                                                       |                                                                                       |                                                                                       |                                                                                       |                                                                                       |                                                                                       |                                                                                       |                                                                                       |                                                                                       |                                                                                       |                                                                                       |                                                                                       |                                                                                       |                                                                                       |                                                                                       |                                                                                       |                                                                                       |                                                                                       |                                                                                       |                                                                                       |                                                                                       |                                                                                       |                                                                                       |                                                                                       |                                                                                       |                                                                                       |                                                                                       |                                                                                       |                                                                                       |                                                                                       |                                                                                       |                                                                                       |                                                                                       |                                                                                       |
| Лівія                                                                                 |                                                                                       |                                                                                       |                                                                                       |                                                                                       |                                                                                       |                                                                                       |                                                                                       |                                                                                       |                                                                                       |                                                                                       |                                                                                       |                                                                                       |                                                                                       |                                                                                       |                                                                                       |                                                                                       |                                                                                       |                                                                                       |                                                                                       |                                                                                       |                                                                                       |                                                                                       |                                                                                       |                                                                                       |                                                                                       |                                                                                       |                                                                                       |                                                                                       |                                                                                       |                                                                                       |                                                                                       |                                                                                       |                                                                                       |                                                                                       |                                                                                       |                                                                                       |                                                                                       |                                                                                       |                                                                                       |                                                                                       |                                                                                       |                                                                                       |                                                                                       |                                                                                       |
| Ірак                                                                                  | Ірак                                                                                  | Ірак                                                                                  | Ірак                                                                                  |                                                                                       |                                                                                       |                                                                                       |                                                                                       |                                                                                       |                                                                                       |                                                                                       | Ірак                                                                                  | Ірак                                                                                  | Ірак                                                                                  | Ірак                                                                                  | Ірак                                                                                  | Ірак                                                                                  | Ірак                                                                                  | Ірак                                                                                  | Ірак                                                                                  | Ірак                                                                                  | Ірак                                                                                  | Ірак                                                                                  | Ірак                                                                                  | Ірак                                                                                  | Ірак                                                                                  |                                                                                       |                                                                                       |                                                                                       |                                                                                       |                                                                                       |                                                                                       |                                                                                       |                                                                                       |                                                                                       |                                                                                       |                                                                                       |                                                                                       |                                                                                       |                                                                                       |                                                                                       |                                                                                       |                                                                                       |                                                                                       |                                                                                       |
| Південний Ємен                                                                        |                                                                                       |                                                                                       |                                                                                       |                                                                                       |                                                                                       |                                                                                       |                                                                                       |                                                                                       |                                                                                       |                                                                                       |                                                                                       |                                                                                       |                                                                                       |                                                                                       |                                                                                       |                                                                                       |                                                                                       |                                                                                       |                                                                                       |                                                                                       |                                                                                       |                                                                                       |                                                                                       |                                                                                       |                                                                                       |                                                                                       |                                                                                       |                                                                                       |                                                                                       |                                                                                       |                                                                                       |                                                                                       |                                                                                       |                                                                                       |                                                                                       |                                                                                       |                                                                                       |                                                                                       |                                                                                       |                                                                                       |                                                                                       |                                                                                       |                                                                                       |                                                                                       |
|                                                                                       |                                                                                       |                                                                                       | Куба                                                                                  | Куба                                                                                  | Куба                                                                                  | Куба                                                                                  | Куба                                                                                  | Куба                                                                                  | Куба                                                                                  | Куба                                                                                  | Куба                                                                                  | Куба                                                                                  | Куба                                                                                  | Куба                                                                                  | Куба                                                                                  | Куба                                                                                  | Куба                                                                                  | Куба                                                                                  | Куба                                                                                  | Куба                                                                                  | Куба                                                                                  | Куба                                                                                  | Куба                                                                                  | Куба                                                                                  | Куба                                                                                  | Куба                                                                                  | Куба                                                                                  | Куба                                                                                  | Куба                                                                                  | Куба                                                                                  | Куба                                                                                  | Куба                                                                                  | Куба                                                                                  | Куба                                                                                  | Куба                                                                                  | Куба                                                                                  |                                                                                       |                                                                                       |                                                                                       |                                                                                       |                                                                                       | Куба                                                                                  | Куба                                                                                  | Куба                                                                                  |
|                                                                                       |                                                                                       |                                                                                       |                                                                                       |                                                                                       | Іран                                                                                  |                                                                                       |                                                                                       |                                                                                       |                                                                                       |                                                                                       |                                                                                       |                                                                                       |                                                                                       |                                                                                       |                                                                                       |                                                                                       |                                                                                       |                                                                                       |                                                                                       |                                                                                       |                                                                                       |                                                                                       |                                                                                       |                                                                                       |                                                                                       |                                                                                       |                                                                                       |                                                                                       |                                                                                       |                                                                                       |                                                                                       |                                                                                       |                                                                                       |                                                                                       |                                                                                       |                                                                                       |                                                                                       |                                                                                       |                                                                                       |                                                                                       |                                                                                       |                                                                                       |                                                                                       |                                                                                       |
|                                                                                       |                                                                                       |                                                                                       |                                                                                       |                                                                                       |                                                                                       |                                                                                       |                                                                                       |                                                                                       | Північна Корея                                                                        | Північна Корея                                                                        | Північна Корея                                                                        | Північна Корея                                                                        | Північна Корея                                                                        | Північна Корея                                                                        | Північна Корея                                                                        | Північна Корея                                                                        | Північна Корея                                                                        | Північна Корея                                                                        | Північна Корея                                                                        | Північна Корея                                                                        | Північна Корея                                                                        | Північна Корея                                                                        | Північна Корея                                                                        | Північна Корея                                                                        | Північна Корея                                                                        | Північна Корея                                                                        | Північна Корея                                                                        | Північна Корея                                                                        | Північна Корея                                                                        |                                                                                       |                                                                                       |                                                                                       |                                                                                       |                                                                                       |                                                                                       |                                                                                       |                                                                                       | Північна Корея                                                                        | Північна Корея                                                                        | Північна Корея                                                                        | Північна Корея                                                                        | Північна Корея                                                                        | Північна Корея                                                                        | Північна Корея                                                                        |
|                                                                                       |                                                                                       |                                                                                       |                                                                                       |                                                                                       |                                                                                       |                                                                                       |                                                                                       |                                                                                       |                                                                                       |                                                                                       |                                                                                       |                                                                                       |                                                                                       | Судан                                                                                 |                                                                                       |                                                                                       |                                                                                       |                                                                                       |                                                                                       |                                                                                       |                                                                                       |                                                                                       |                                                                                       |                                                                                       |                                                                                       |                                                                                       |                                                                                       |                                                                                       |                                                                                       |                                                                                       |                                                                                       |                                                                                       |                                                                                       |                                                                                       |                                                                                       |                                                                                       |                                                                                       |                                                                                       |                                                                                       |                                                                                       |                                                                                       |                                                                                       |                                                                                       |                                                                                       |